# Centris derasa
Centris derasa är en biart som beskrevs av Amédée Louis Michel Lepeletier 1841. Centris derasa ingår i släktet Centris och familjen långtungebin. Inga underarter finns listade.